# Источни Тимор на Зимским олимпијским играма 2014.
Источни Тимор је у свом дебитантском наступу на Зимским олимпијским играма 2014. у Сочију (Краснодарски крај, Русија) учествовао са једним апласким скијашем.
Источни Тимор је остао у групи земаља које нису освојиле ниједну медаљу.
Заставу Источног Тимора на свечаном отварању Олимпијских игара 2014. носио је једини такмичар Јохан Гут Гонсалвес. који је са својих 19 година и 65 дана, најмлађи спортиста Источног Тимора на олимпијским играма до 2014.

## Учесници по спортовима
| Спорт          | Мушкарци | Жене | Укупно |
| -------------- | -------- | ---- | ------ |
| Алпско скијање | 1        | 0    | 1      |
| Укупно (1)     | 1        | 0    | 1      |

## Алпско скијање
Према коначној расподели квота објављеном 20. јануара 2014, Источни Тимор је добио место за за једног такмичараГут Гонсалвесов отац је Француза, мајка из Источног Тимора, што му је омогучило да се такмичи за ову земљу. Дана 29. децембра на трци у Србији Гут Гонсалвес је успео да се на ФИС ранг листи спусти испод 140 места и званично се квалификује за игре.После квалификација за Игре, постао је први спортиста из своје земље (на било којим олимпијским играма) који није учествовао по позиву за такмичења, него је испунио квалификациону норму. Припреме за Игре је обавио у Савоји у (Француска) и отишао у Русију са олимпијскоим тимом Француске.
| Скијаш              | Дисциплина | 1. вожња | 1. вожња | 2. вожња | 2. вожња | Укупно време | Укупно време | Укупно време |
| Скијаш              | Дисциплина | Време    | Поз.     | Време    | Поз.     | Време        | Заостатак    | Плас./учес.  |
| ------------------- | ---------- | -------- | -------- | -------- | -------- | ------------ | ------------ | ------------ |
| Јохан Гут Гонсалвес | М слалом   | 1:09,01  | 77       | 1:21,88  | 43       | 2:30,89      | +49,05       | 43/43(115)   |